# Entre Vales
Entre Vales es una película brasileña-uruguaya-alemana de 2013 dirigida por Philippe Barcinski y protagonizada por Ângelo Antônio.

## Argumento
Vicente es un economista, padre de Caio y casado con Marina, una dentista. Lleva una vida normal en su hogar y en el trabajo, hasta que una serie de situaciones trágicas lo conducen por un camino errático hacia la alienación. A partir de ahí abandona su vida anterior y se convierte en Antônio, un vagabundo, sumergiéndose en las capas más bajas de la sociedad brasileña, donde vive de la basura.

## Reparto
- Ângelo Antônio es Antônio / Vicente.
- Daniel Hendler es Carlos.
- Melissa Vettore
- Inês Peixoto
- Matheus Restiffe
- Edmilson Cordeiro

## Premios
Entre Vales se llevó el premio al mejor film latinoamericano y el premio del público en el Festival Internacional de Cine de San Pablo de 2013.